# Constancio Ortiz
Constancio Ortiz (Manila, 19 gennaio 1937) è un ex cestista filippino.

## Carriera
Con le Filippine ha disputato i Campionati del mondo del 1959 e i Giochi olimpici di Roma 1960.